# Regione di Sviluppo del Medio Occidente
La Regione di Sviluppo del Medio Occidente (nepalese: मध्य पश्चिमाञ्चल, trasl. Madhya Paścimāñcala) è una ex regione di sviluppo del Nepal di 3.012.975 abitanti (2001), che ha come capoluogo Birendranagara. Come tutte le regioni di sviluppo è stata soppressa nel 2015; il suo territorio ora fa parte del Karnali Pradesh e della Provincia No. 5.

## Geografia antropica

### Suddivisioni amministrative
La regione è suddivisa in 3 Zone (per un totale di 15 distretti):
- Zona di Bheri, raggruppante i 5 distretti di:
  - Banke,
  - Bardiya,
  - Dailekh,
  - Jajarkot,
  - Surkhet;
- Zona di Karnali, raggruppante i 5 distretti di:
  - Ḍolpā,
  - Humla,
  - Jumla,
  - Kalikot,
  - Mugu;
- Zona di Rapti, raggruppante i 5 distretti di:
  - Dang Deokhuri,
  - Pyuthan,
  - Rolpa,
  - Rukum,
  - Salyan.